# Vittorio Lollini
Vittorio Lollini (Modena, 5 febbraio 1860 – Roma, 13 luglio 1924) è stato un avvocato e politico italiano.

## Biografia
Nato a Modena il 5 febbraio 1860 da Sigismondo e Matilde Salice. A Finale Emilia, dove il padre era cancelliere della locale Prefettura, frequentò i circoli socialisti e conobbe una delle figure più importanti del movimento operaio modenese, Gregorio Agnini.
In casa Agnini conobbe la sorella di Gregorio, Elisa, che sposò nel 1885. Dopo la laurea in giurisprudenza conseguita a Bologna nel 1882 con una tesi su "L'Ammonizione e il Domicilio Coatto", si trasferì a Roma dove iniziò la professione di avvocato penalista.
Fu avvocato difensore in molti processi politici tra la fine dell'800 e i primi del '900: tra gli altri quello al cognato Agnini e quello ad Amilcare Cipriani e Pietro Calcagno imputati di associazione a delinquere per i moti del 1891-1892 e di L. Bissolati e C. Prampolini nel 1899 accusati di aver rovesciato le urne durante la votazione sulle leggi Pelloux.
Fu consigliere comunale socialista in varie località dell'Emilia, delle Marche, a Roma e nella Valle del Liri. Fu eletto parlamentare nella XXI, XXV e XXVI legislatura. Fu relatore di importanti progetti di leggi sulla bonifica dell'Agro Pontino, sull'edilizia popolare e sulla ricerca della paternità.
Nel gennaio del 1922  a Capua fu aggredito e ferito da un gruppo di squadristi. Alla fine del Congresso socialista di Roma dello stesso anno, aderì al Partito Socialista Unitario di Filippo Turati e Giacomo Matteotti. Morì a Roma il 13 luglio 1924.

## Le figlie

Olga Lollini

Da Elisa Lollini Agnini (femminista e giornalista) ebbe quattro figlie:
- Clara Lollini, chimica.
- Clelia Lollini, medico.
- Olga Lollini (Roma, 26 agosto 1886), primogenita. Si laureò in giurisprudenza nel 1909; ammessa all'albo dei procuratori collaborò per alcuni anni nello studio legale del padre, occupandosi anche di questioni sindacali. Nel 1911 sostenne attivamente la lotta dei tipografi per il rinnovo del contratto e nella sede della loro Associazione pronunciò un discorso che suscitò notevoli consensi e venne poi pubblicato. È morta a Firenze nel 1971.

Livia Lollini

- Livia Lollini (Roma, 27 febbraio 1889). Nel 1913 si laureò in medicina, specializzandosi in medicina del lavoro presso l'Istituto di malattie professionali di Milano. Partecipo' attivamente ai lavori dell'associazione italiana dei “Medici Donne” a cui era iscritta, occupandosi particolarmente del lavoro di donne e fanciulli nelle fabbriche. Fu poi internista alle Terme di Agnano, dove conobbe e sposò Francesco Signore, insegnante di vulcanologia presso la facoltà di scienze dell'università di Napoli; con lui collaborò dopo aver lasciato la professione medica per occuparsi di biochimica.[3]  È morta a Napoli.